# Nekrolog 1314
Nekrolog
◄◄
| ◄
| 1310
| 1311
| 1312
| 1313
| 1314 | 1315 | 1316 | 1317 | 1318 | ► | ►►
Weitere Ereignisse | Allgemeiner Nekrolog 1314
Die Beschreibung der verstorbenen Person sollte so kurz wie möglich gehalten sein und nur deren signifikante Tätigkeit(en) enthalten.
Neue Namen ggf. auch unter dem Geburts- und Sterbedatum, also etwa unter 1. Januar und im Geburts- und Sterbejahr (2024) eintragen (nur bei entsprechender großer Wichtigkeit). Für Beispiele siehe die schon vorhandenen Artikel.
Außerdem über die fünf zuletzt Verstorbenen, zu denen es einen ausreichend guten Artikel für eine Präsentation auf der Hauptseite gibt, nach der todesbedingten Überarbeitung der Artikel ggf. auch unter Wikipedia Diskussion:Hauptseite informieren und sie am besten auch in den anderen Wikipedia-Sprachversionen eintragen. Tipp: Regelmäßig bei news.google.de nach „ist tot“, „gestorben“ oder „verstorben“ suchen.
Wenn eine Person gestorben ist, gibt es viele Seiten zu dieser Person in der Wikipedia, die davon auch betroffen sind und entsprechend aktualisiert werden müssen. Beispiele: Namenübersichtsseite, Geburtsjahr, Geburtsort-Seiten und viele mehr.
Wie finde ich die betroffenen Seiten?
Im Suchfeld auf der linken Seite gibt man den Suchbegriff so ein: „Vorname Nachname“. Dann klickt man auf Volltext und alle Seiten mit entsprechendem Suchtext werden aufgerufen. Hier sieht man dann schnell, wo auch das Todesjahr Sinn macht oder sogar ein Teil des Artikels angepasst werden muss. Auch hilft das „Werkzeug“ auf der linken Seite sehr gut, um solche Seiten aufzufinden: „Links auf diese Seite“. Somit ist die Wikipedia wieder aktuell in allen Bereichen! Hinweis: bei Eintragung der Kategorie „Gestorben JAHR“ wird der Missbrauchsfilter 49 ausgelöst, was jedoch nicht schlimm ist. Siehe: Spezial:Missbrauchsfilter/49
Dies ist eine Liste von im Jahr 1314 verstorbenen bekannten Persönlichkeiten. Die Einträge erfolgen innerhalb der einzelnen Daten alphabetisch sortiert. Tiere sind im Nekrolog für Tiere zu finden.

## Januar
| Tag        | Name                     | Beruf, bekannt als                             | Alter | Beleg |
| ---------- | ------------------------ | ---------------------------------------------- | ----- | ----- |
| 4. Januar  | John Balliol             | schottischer König                             |       |       |
| 30. Januar | Margarete von Hochstaden | Regentin der ehemaligen Grafschaft Hückeswagen |       |       |

## Februar
| Tag        | Name            | Beruf, bekannt als             | Alter | Beleg |
| ---------- | --------------- | ------------------------------ | ----- | ----- |
| 8. Februar | Jelena Anžujska | durch Heirat serbische Königin |       |       |

## März
| Tag      | Name                                        | Beruf, bekannt als                | Alter | Beleg |
| -------- | ------------------------------------------- | --------------------------------- | ----- | ----- |
| 4. März  | Jakub Świnka                                | Erzbischof von Gnesen (1283–1314) |       |       |
| 18. März | Geoffroy de Charnay                         | Templer                           |       |       |
| 18. März | Jacques de Molay                            | Großmeister des Templerordens     |       |       |
| März     | Alan la Zouche, 1. Baron la Zouche of Ashby | englischer Adliger                |       |       |

## April
| Tag       | Name          | Beruf, bekannt als                                                         | Alter | Beleg |
| --------- | ------------- | -------------------------------------------------------------------------- | ----- | ----- |
| 1. April  | Heinrich III. | Abt im Kloster St. Blasien                                                 |       |       |
| 20. April | Clemens V.    | französischer Geistlicher, Papst (vom 5. Juni 1305 bis zum 20. April 1314) |       |       |

## Mai
| Tag     | Name                     | Beruf, bekannt als   | Alter | Beleg |
| ------- | ------------------------ | -------------------- | ----- | ----- |
| 3. Mai  | Emilia Bicchieri         | Dominikanerin        |       |       |
| 17. Mai | Adelheid von Ochsenstein | Markgräfin von Baden |       |       |

## Juni
| Tag      | Name                                  | Beruf, bekannt als                      | Alter | Beleg |
| -------- | ------------------------------------- | --------------------------------------- | ----- | ----- |
| 24. Juni | Gilbert de Clare, 7. Earl of Hertford | englischer Adliger                      |       |       |
| 24. Juni | John Comyn                            | schottischer Adliger                    |       |       |
| 24. Juni | William de Vescy of Kildare           | englisch-irischer Adliger und Politiker |       |       |

## September
| Tag           | Name                    | Beruf, bekannt als                                  | Alter | Beleg |
| ------------- | ----------------------- | --------------------------------------------------- | ----- | ----- |
| 22. September | Beatrix von Brandenburg | durch Ehe Fürstin zu Mecklenburg                    |       |       |
| 30. September | Jolanda I. von Lusignan | Herr von Lusignan, Graf von La Marche und Angoulême | 57    |       |

## Oktober
| Tag         | Name                  | Beruf, bekannt als                                                | Alter | Beleg |
| ----------- | --------------------- | ----------------------------------------------------------------- | ----- | ----- |
| 21. Oktober | Geoffrey de Geneville | Herr von Vaucouleurs, Lord of Meath und Baron von Trim und Ludlow |       |       |

## November
| Tag          | Name                   | Beruf, bekannt als                                      | Alter | Beleg |
| ------------ | ---------------------- | ------------------------------------------------------- | ----- | ----- |
| 1. November  | Gottfried I. von Bülow | Kanonikus und Domherr zu Schwerin, Bischof von Schwerin |       |       |
| 13. November | Albrecht II.           | Landgraf von Thüringen                                  |       |       |
| 25. November | Nikolaus               | Herr zu Rostock                                         |       |       |
| 29. November | Philipp IV.            | König von Frankreich (1285–1314)                        |       |       |

## Dezember
| Tag          | Name        | Beruf, bekannt als                                                   | Alter | Beleg |
| ------------ | ----------- | -------------------------------------------------------------------- | ----- | ----- |
| 22. Dezember | Rudolf III. | Graf von Habsburg-Laufenburg, Herr von Laufenburg und Neu-Rapperswil | 44    |       |

## Datum unbekannt
| Tag | Name                                             | Beruf, bekannt als                                                       | Alter | Beleg |
| --- | ------------------------------------------------ | ------------------------------------------------------------------------ | ----- | ----- |
|     | Albert von Brescia                               | italienischer Dominikaner                                                |       |       |
|     | Robert de Clifford, 1. Baron de Clifford         | englischer Adliger, Soldat und Politiker                                 |       |       |
|     | Ermengol X.                                      | Graf von Urgell                                                          |       |       |
|     | Friedrich von Stolberg                           | Bischof von Würzburg                                                     |       |       |
|     | Giorgi VI.                                       | König von Georgien                                                       |       |       |
|     | Edmund Hastings, 1. Baron Hastings of Inchmahome | englischer Adliger und Militär                                           |       |       |
|     | Gottfried von Hexenagger                         | Bischof von Freising                                                     |       |       |
|     | Raniero Grimaldi                                 | genuesischer Politiker, französischer Admiral und erster Herr von Monaco |       |       |
|     | Heinrich von Frauenberg                          | Freiherr auf Burg Gutenberg                                              |       |       |
|     | Konrad IV.                                       | Graf von Abenberg, fränkischer Hohenzoller                               |       |       |
|     | William Marshal, 1. Baron Marshal                | englischer Adliger                                                       |       |       |
|     | Muhammad III.                                    | Emir von Granada (1302–1309)                                             |       |       |
|     | Nikō                                             | japanischer Mönch                                                        |       |       |
|     | Robert VI.                                       | Graf von Auvergne und Boulogne                                           |       |       |
|     | Bernard Saisset                                  | Abt von Saint-Antonin in Pamiers, Bischof von Pamiers                    |       |       |
|     | Sangye Pel                                       | Kaiserlicher Lehrer (dishi)                                              |       |       |
|     | Henry Percy, 1. Baron Percy of Alnwick           | englischer Adliger und Militär                                           |       |       |
|     | Volkmar von Fürstenfeld                          | Zisterziensermönch und Geschichtsschreiber                               |       |       |